# 2009 en Birmanie
Cet article présente les faits marquants de l'année 2009 en Birmanie.

## Évènements
- Mercredi 7 janvier 2009 : près d'un millier de réfugiés birmans de l'ethnie Rohingya, musulmans et minoritaires, sont arrivés en quatre bateaux sur l'île indonésienne de Weh et sont parqués sur la base navale près de Sabang.

- Samedi 31 janvier 2009 : l'envoyé spécial de l'ONU pour la Birmanie, Ibrahim Gambari est arrivé à Rangoun pour une nouvelle mission de bons offices de quatre jours destinée à renouer un dialogue entre le régime militaire et l'opposition actuellement dans l'impasse.

- Mardi 5 mai 2009 : la Ligue nationale pour la démocratie annonce que la junte birmane a rejeté l'appel contre la détention de la dirigeante de l'opposition Aung San Suu Kyi (63 ans) assignée à résidence. Aung San Suu Kyi, secrétaire générale de la LND et lauréate du prix Nobel de la paix, est maintenue en isolement depuis 2003. Deux importantes figures de l'opposition birmane — Ashin Aww Bar Sa, de l'Alliance de tous les moines bouddhistes de Birmanie, et Tun Myint Aung, du mouvement étudiant Génération 88 — ont écrit à la secrétaire d'État américaine Hillary Clinton pour lui demander de maintenir les sanctions contre la junte au pouvoir tant qu'elle n'aura pas libéré les prisonniers politiques et dialogué avec l'opposition.

- Jeudi 7 mai 2009 : arrestation de Tin Myo Win, médecin de l'opposante Aung San Suu Kyi, à la suite de soins prodigués à l'américain, John Yettaw (53 ans), arrivé à la nage dans la résidence surveillée pour la rencontrer.

- Jeudi 14 mai 2009 : l'opposante Aung San Suu Kyi et deux de ses employées de maison sont inculpées et emprisonnées dans le cadre de l'affaire de l'Américain, John Yettaw, qui a traversé un lac à la nage pour lui rendre visite et l'avoir hébergé pendant 2 jours, avant qu'il ne soit repéré et arrêté la semaine dernière. L'Américain risque 3 à 5 ans de prison. Le rapporteur de l'ONU sur la situation des droits de l'homme en Birmanie, Tomas Ojea Quintana, qualifie d'« illégal » l'emprisonnement de l'opposante Aung San Suu Kyi et a réclamé sa libération « sans condition ».

- Samedi 16 mai 2009 : le président américain Barack Obama a prolongé d'un an les sanctions coercitives américaines infligées depuis mai 1997 par le président Bill Clinton et renforcées ensuite à plusieurs reprises par le président George W. Bush, estimant que les agissements de la junte au pouvoir en Birmanie « sont hostiles aux intérêts américains et représentent une menace continue et extraordinaire pour la sécurité nationale et la politique étrangère des États-Unis ». Ces sanctions interdisent les investissements américains en Birmanie et les exportations vers la Birmanie de services financiers et frappent les importations de produits birmans aux États-Unis. Elles visent aussi des personnalités et des soutiens du régime ainsi que leurs entreprises.

- Dimanche 17 mai 2009 : remise en liberté de Tin Myo Win, médecin de l'opposante Aung San Suu Kyi, incarcéré il y a près de deux semaines à la suite de l'intrusion d'un Américain au domicile du prix Nobel de la paix.

- Lundi 18 mai 2009 : ouverture à huis clos du procès de l'opposante Aung San Suu Kyi dans une prison au nord de la capitale Rangoon. Ce procès à l'encontre de la lauréate du prix Nobel de la paix suscite une vive indignation internationale.

- Mercredi 20 mai 2009 : la junte birmane du généralissime Than Shwe annonce autoriser désormais 10 journalistes représentant des organes d'information étrangers et locaux à couvrir le procès de l'opposante Aung San Suu Kyi. Jusqu'ici, les rares informations sur le procès émanaient des médias officiels, ainsi que des avocats et de la Ligue nationale pour la démocratie, le parti de Aung San Suu Kyi.

- Vendredi 3 juillet 2009 : le secrétaire général des Nations unies Ban Ki-moon, arrivé en visite officielle en Birmanie, indique avoir demandé au chef de la junte birmane de s'entretenir avec l'opposante Aung San Suu Kyi (64 ans) et exigé la libération de tous les prisonniers politiques. Cependant cette demande est refusée. Ban Ki-moon devrait seulement rencontrer cinq responsables de la Ligue nationale pour la démocratie, le parti de Aung San Suu Kyi, mais aucun entretien n'est prévu avec l'opposante, lauréate du prix Nobel de la paix. Le secrétaire général de l'ONU s'entretiendra également avec le numéro un birman, le généralissime Than Shwe dans la capitale administrative de Naypyidaw, ainsi que les représentants d'une dizaine d'autres partis politiques[1].

- Dimanche 19 juillet 2009 : plus d'une cinquantaine de membres de la Ligue nationale pour la démocratie (opposition) ont été arrêtées alors qu'ils revenaient des cérémonies de commémoration de la mort du général Aung San, père de l'indépendance birmane.

- Lundi 20 juillet 2009 : l'opposante Aung San Suu Kyi obtient le prix Mahatma Gandhi pour la réconciliation et la paix. Alors emprisonnée[2], le prix a été remis à Durban (Afrique du Sud) à son représentant, Sein Win, premier ministre du gouvernement en exil.

- Lundi 27 juillet 2009 : Amnesty International a décerné le prix Ambassadeur de la conscience, sa plus haute distinction à l'opposante Aung San Suu Kyi, prix Nobel de la paix, détenue à la prison d'Insein[3].